# Barueri
Barueri − miasto w Brazylii, w stanie São Paulo.
Liczba mieszkańców w 2021 roku wynosiła 279 704.
W mieście rozwinął się przemysł elektroniczny oraz poligraficzny.
W mieście mają siedzibę kluby piłkarskie Grêmio Barueri i Oeste FC.